# 2023년 세계 육상 선수권 대회
2023년 세계 육상 선수권 대회는 2023년 8월 19일부터 8월 27일까지 헝가리의 부다페스트에서 개최된 제19회 세계 육상 선수권 대회이다.

## 경기장
부다페스트 국립 육상 경기센터에서 개폐회식 및 경기가 진행되며 약 4만여명의 관중을 수용할 계획이다.